# 요한 쿠나우

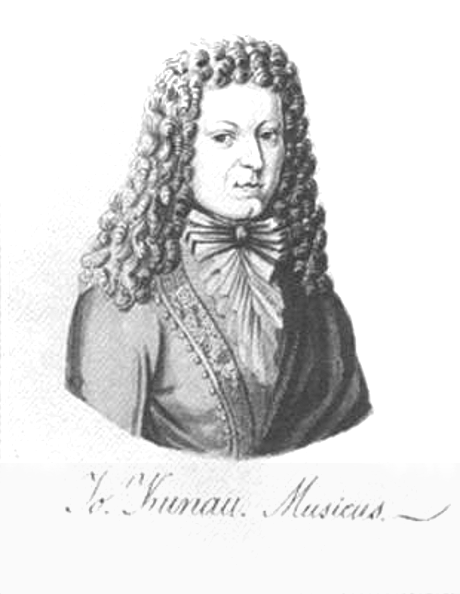
요한 쿠나우

요한 쿠나우(독일어: Johann Kuhnau, 1660년 4월 6일 ~ 1722년 6월 5일)는 독일의 작곡가, 오르가니스트, 쳄발로 주자이다.

## 생애
바로크 중기의 대표적인 작곡가로서 작센주 가이징크(Geising)에서 태어났다. 라이프치히의 성 토마스 교회(Thomaskirche)에서 오르가니스트를 거쳐 1701년부터 칸토어(독일어: Kantor; 합창장)를 역임했으며 그가 별세한 후에는 요한 세바스티안 바흐가 그의 뒤를 이었다.

## 작품
- 《성서 소나타》(Biblischen Historien)
- 《신 클라비어 연습곡집》(Neue Clavierübung)

## 참고 문헌
- 편집부, 《최신 명곡해설》, 세광아트, 1992, ISBN 89-03-22101-X